# Comuna Obuhovîci, Ivankiv
Obuhovîci (în ucraineană Обуховичі) este o comună în raionul Ivankiv, regiunea Kiev, Ucraina, formată din satele Obuhovîci (reședința) și Stanîșivka.

## Demografie
Componența lingvistică a comunei Obuhovîci
     Ucraineană (97,57%)
     Rusă (2,28%)
     Alte limbi (0,05%)
Conform recensământului din 2001, majoritatea populației comunei Obuhovîci era vorbitoare de ucraineană (97,57%), existând în minoritate și vorbitori de rusă (2,28%).